# Económico (Jenofonte)
El Económico (en griego antiguo: Οικονoμικός, romanizado: Oikonomikos, en latín: Oeconomicus) del escritor griego Jenofonte es un diálogo socrático que trata de la economía doméstica y la agricultura. Es una de las primeras obras de economía y una fuente importante para el conocimiento de la historia social e intelectual de la Atenas clásica. Además de la economía doméstica, el diálogo trata temas como las cualidades de hombres y mujeres, sus relaciones, la vida rural frente a la urbana, la esclavitud, la religión y la educación. El tema central del diálogo es la importancia del liderazgo y la responsabilidad. Los estudiosos sitúan la redacción de esta obra en los últimos años de la vida de Jenofonte, tal vez tras el año 362 a. C. Cicerón tradujo el Económico al latín, y la obra fue muy popular durante el Renacimiento y fue traducida a varios idiomas.

## Historia
Jenofonte escribió en la primera mitad del siglo IV a. C. El arte de la economía es uno de los cuatro diálogos socráticos escritos por Jenofonte. A veces se ha considerado que la obra es una secuela de las Memorables de Jenofonte sobre Sócrates.

## Resumen
El diálogo con el que se abre la obra, y que le sirve de marco, tiene lugar entre Sócrates y Critóbulo, el hijo de Critón. En él Sócrates discute el concepto de "riqueza", y lo identifica con la valía y el bienestar, no sólo con las posesiones. Relaciona la moderación en el gasto y el trabajo duro con la prosperidad de la economía doméstica. La fecha de redacción de esta parte de la obra no puede ser anterior al 401 a. C., dado que en 4.18 hay una referencia a la batalla de Cunaxa.
Cuando Critóbulo pregunta por las tareas relacionadas con la gestión de la economía doméstica, Sócrates confiesa su ignorancia sobre el tema, pero refiere lo que oyó al respecto de un próspero granjero (kaloskagathos) llamado Iscómaco. En la conversación referida por Sócrates, Iscómaco describe los métodos que usó para educar a su mujer en la gobernación del hogar, sus costumbres en el gobierno de los esclavos, así como la tecnología usada en las granjas. Unos dos tercios del diálogo se dedica a la discusión entre Sócrates e Iscómaco. En el final de la obra no se vuelve a la discusión con Critóbulo.

## Comentario e interpretación
Este diálogo ha recibido últimamente mucha atención por parte de distintas escuelas de pensamiento. Leo Strauss escribió un comentario político-filosófico sobre el diálogo; lo consideró un examen irónico de la naturaleza del hombre noble, de la virtud y de las relaciones domésticas.
Michel Foucault dedicó un capítulo de su Historia de la sexualidad (1976–1984) a "La casa de Iscómaco". Foucault tomó la descripción de Jenofonte de la relación entre Iscómaco y su mujer como una expresión clásica de la ideología sobre el poder en la antigua Grecia, según la cual el control por parte del hombre de sus emociones se reflejaba externamente en su control sobre su esposa, sus esclavos y sus subordinados políticos. Siguiendo a Foucault estudiosos feministas e historiadores sociales han estudiado el Económico como una fuente para las actitudes griegas sobre la relación entre hombres y mujeres, pero se han sucedido diferentes interpretaciones. Unos ven la actitud de Jenofonte como misógina y patriarcal, mientras otros mantienen que, en cierto modo, fue un protofeminista.
La vía de interpretación irónica ha tratado a Iscómaco como el objeto de una sátira, más que como un modelo para Jenofonte. Muchos han sugerido que el Iscómaco del diálogo es el mismo hombre cuya familia fue ridiculizada en la oratoria política ateniense. Tras la muerte de este Iscómaco, su viuda se trasladó a vivir con su hija y su yerno Calias, y pronto quedó embarazada de este, lo que condujo a un intento de suicidio de la hija. A menudo se parodió a Calias en las comedias atenienses por su incontinencia sexual y su pseudo intelectualismo.
Como fuente de información histórica sobre Sócrates, algunos estudiosos niegan valor a las obras de Jenofonte, mientras que otros como Leo Strauss todavía les dan mucho crédito.